# Liste der Landschaftsschutzgebiete im Landkreis Günzburg
Im Landkreis Günzburg gibt es zehn Landschaftsschutzgebiete. (Stand: November 2018)

## Hinweise zu den Angaben in der Tabelle
- Gebietsname: Amtliche Bezeichnung des Schutzgebietes
- Bild/Commons: Bild und Link zu weiteren Bildern aus dem Schutzgebiet
- LSG-ID: Amtliche Nummer des Schutzgebietes
- WDPA-ID: Link zum Eintrag des Schutzgebietes in der World Database on Protected Areas
- Wikidata: Link zum Wikidata-Eintrag des Schutzgebietes
- Ausweisung: Datum der Ausweisung als Schutzgebiet
- Gemeinde(n): Gemeinden, auf denen sich das Schutzgebiet befindet
- Lage: Geografischer Standort
- Fläche: Gesamtfläche des Schutzgebietes in Hektar
- Flächenanteil: Anteilige Flächen des Schutzgebietes in Landkreisen/Gemeinden, Angabe in % der Gesamtfläche
- Bemerkung: Besonderheiten und Anmerkungen

Bis auf die Spalte Lage sind alle Spalten sortierbar.
| Gebietsname                                       | Bild/Commons   | LSG-ID       | WDPA-ID | Wikidata  | Ausweisung | Gemeinde(n) | Lage     | Fläche ha | Flächenanteil | Bemerkung |
| ------------------------------------------------- | -------------- | ------------ | ------- | --------- | ---------- | ----------- | -------- | --------- | --- | --------- |
| Augsburg - Westliche Wälder                       | weitere Bilder | LSG-00417.01 | 395925  | Q59608104 | 1988       |             | Position | 69892,76  | Augsburg (2,2 %), Landkreis Augsburg (61,1 %), Landkreis Dillingen an der Donau (10,0 %), Landkreis Günzburg (15,7 %), Landkreis Unterallgäu (10,1 %), Landkreis Donau-Ries (0,9 %) |           |
| Bibertal                                          |                | LSG-00199.01 | 395680  | Q59609628 | 1971       |             | Position | 32,13     | Landkreis Günzburg (79,8 %), Landkreis Neu-Ulm (20,2 %) |           |
| Bremental                                         | weitere Bilder | LSG-00465.01 | 395973  | Q59610405 | 1992       |             | Position | 208,88    | Landkreis Günzburg (100 %) |           |
| Donauauen zwischen Offingen und Peterswörth       | weitere Bilder | LSG-00581.01 | 396131  | Q59610413 | 2004       |             | Position | 647,7     | Landkreis Dillingen an der Donau (72,9 %), Landkreis Günzburg (27,1 %) |           |
| Donautal zwischen Weißingen und Günzburg          | weitere Bilder | LSG-00511.01 | 396022  | Q59610411 | 1997       |             | Position | 1173,72   | Landkreis Günzburg (99,9 %) |           |
| Günzriedweiher mit Umgebung                       |                | LSG-00298.01 | 395777  | Q59610403 | 1979       |             | Position | 50,78     | Landkreis Günzburg (100 %) |           |
| Leipheimer und Günzburger Moos                    | weitere Bilder | LSG-00288.01 | 395766  | Q59610401 | 1977       |             | Position | 339,65    | Landkreis Günzburg (100 %) |           |
| LSG Donau-Auen zwischen Günzburg und Gundelfingen | weitere Bilder | LSG-00493.01 | 396001  | Q59610407 | 1995       |             | Position | 1782,02   | Landkreis Dillingen an der Donau (62,8 %), Landkreis Günzburg (37,1 %) |           |
| Oberes Günztal                                    |                | LSG-00415.01 | 395923  | Q59609633 | 1988       |             | Position | 175,23    | Landkreis Günzburg (88,4 %), Landkreis Neu-Ulm (11,5 %) |           |
| Südliche Mindelaue                                |                | LSG-00496.01 | 396004  | Q59610409 | 1996       |             | Position | 46,13     | Landkreis Günzburg (100 %) |           |